# Élections législatives de 2022 en Polynésie française
Les élections législatives françaises de 2022 se déroulent en Polynésie française les samedis 4 et 18 juin. En Polynésie française, trois députés sont à élire dans le cadre de trois circonscriptions.

## Contexte

### Résultats de l'élection présidentielle de 2022 par circonscription
| Circonscription | 1er tour | 1er tour | 1er tour  |         | 2d tour | 2d tour |
| Circonscription | Macron   | Le Pen   | Mélenchon | Macron  | Le Pen  |         |
| --------------- | -------- | -------- | --------- | ------- | ------- | ------- |
| Circonscription |          |          |           |         |         |         |
| 1re             | 44,95 %  | 17,82 %  | 11,54 %   | 56,30 % | 43,70 % |         |
| 2e              | 39,26 %  | 21,76 %  | 13,99 %   | 49,27 % | 50,73 % |         |
| 3e              | 34,79 %  | 19,56 %  | 14,88 %   | 48,53 % | 51,47 % |         |

## Système électoral
Les élections législatives ont lieu au scrutin uninominal majoritaire à deux tours dans des circonscriptions uninominales.
Est élu au premier tour le candidat qui réunit la majorité absolue des suffrages exprimés et un nombre de voix au moins égal au quart (25 %) des électeurs inscrits dans la circonscription. Si aucun des candidats ne satisfait ces conditions, un second tour est organisé entre les candidats ayant réuni un nombre de voix au moins égal à un huitième des inscrits (12,5 %) ; les deux candidats arrivés en tête du premier tour se maintiennent néanmoins par défaut si un seul ou aucun d'entre eux n'a atteint ce seuil. Au second tour, le candidat arrivé en tête est déclaré élu.
Le seuil de qualification basé sur un pourcentage du total des inscrits et non des suffrages exprimés rend plus difficile l'accès au second tour lorsque l'abstention est élevée. Le système permet en revanche l'accès au second tour de plus de deux candidats si plusieurs d'entre eux franchissent le seuil de 12,5 % des inscrits. Les candidats en lice au second tour peuvent ainsi être trois, un cas de figure appelé « triangulaire ». Les second tours où s'affrontent quatre candidats, appelés « quadrangulaire » sont également possibles, mais beaucoup plus rares.

### Partis et nuances
Les résultats des élections sont publiées en France par le ministère de l'Intérieur, qui classe les partis en leur attribuant des nuances politiques. Ces dernières sont décidées par les préfets, qui les attribuent indifféremment de l'étiquette politique déclarée par les candidats, qui peut être celle d'un parti ou une candidature sans étiquette.
En 2022, seuls les coalitions Ensemble (ENS) et Nouvelle Union populaire écologique et sociale (NUP), ainsi que le Parti radical de gauche (RDG),  l'Union des démocrates et indépendants (UDI), Les Républicains (LR), le Rassemblement national (RN) et Reconquête (REC) se voient attribués des nuances propres,,.
Tous les autres partis se voient attribués l'une ou l'autre des nuances suivantes : DXG (divers extrême gauche), DVG (divers gauche), ECO (écologiste), REG (régionaliste), DVC (divers centre), DVD (divers droite), DSV (droite souverainiste) et DXD (divers extrême droite). Des partis comme Debout la France ou Lutte ouvrière ne disposent ainsi pas de nuances propres, et leurs résultats nationaux ne sont pas publiés séparément par le ministère, car mélangés avec d'autres partis (respectivement dans les nuances DSV et DXG),.

## Résultats

### Élus
| Circonscription                                 | Député sortant    | Parti | Parti  | Groupe | Député élu ou réélu | Parti | Parti  | Groupe    |
| ----------------------------------------------- | ----------------- | ----- | ------ | ------ | ------------------- | ----- | ------ | --------- |
| 1re                                             | Maina Sage*       |       | Tapura | AE     | Tematai Le Gayic    |       | Tavini | GDR-NUPES |
| 2e                                              | Nicole Sanquer    |       | AHIP   | UDI    | Steve Chailloux     |       | Tavini | GDR-NUPES |
| 3e                                              | Moetai Brotherson |       | Tavini | GDR    | Moetai Brotherson   |       | Tavini | GDR-NUPES |
| * député sortant ne se représentant pas en 2022 |                   |       |        |        |                     |       |        |           |

### Résultats à l'échelle du territoire
Au 1er tour, le Tapura huiraatira, soutenu par la majorité présidentielle d'Emmanuel Macron, arrive en tête à l'échelle de la collectivité.
Dans les trois circonscriptions, le second tour est un duel entre le Tapura et le Tavini huiraatira, soutenu par la Nouvelle Union populaire écologique et sociale. En 2017, les seconds tours opposaient le Tapura au Tahoeraa huiraatira dans deux des trois circonscriptions.

#### Résultats par coalition
| Parti et coalition                                           | Parti et coalition                                           | Parti et coalition                         | Premier tour | Premier tour | Premier tour | Second tour   | Second tour   | Second tour | Total Sièges | +/-           |  |
| Parti et coalition                                           | Parti et coalition                                           | Parti et coalition                         | Voix         | %            | Sièges       | Voix          | %             | Sièges      | Total Sièges | +/-           |  |
| ------------------------------------------------------------ | ------------------------------------------------------------ | ------------------------------------------ | ------------ | ------------ | ------------ | ------------- | ------------- | ----------- | ------------ | ------------- |  |
|                                                              |                                                              | Tapura huiraatira                          | 30 758       | 35,96        | 0            | 46 635        | 43,15         | 0           | 0            | 2             |  |
| Total Ensemble (ENS)                                         | Total Ensemble (ENS)                                         | 30 758                                     | 35,96        | 0            | 46 635       | 43,15         | 0             | 0           | 2            |               |  |
|                                                              |                                                              | Tavini huiraatira                          | 23 490       | 27,47        | 0            | 61 437        | 56,85         | 3           | 3            | 2             |  |
| Total Nouvelle Union populaire écologique et sociale (NUPES) | Total Nouvelle Union populaire écologique et sociale (NUPES) | 23 490                                     | 27,47        | 0            | 61 437       | 56,85         | 3             | 3           | 2            |               |  |
|                                                              |                                                              | Amuitahiraa o te nuna'a Maohi              | 11 741       | 13,73        | 0            |               |               |             | 0            | en stagnation |  |
| Total Union de la droite et du centre (UDC)                  | Total Union de la droite et du centre (UDC)                  | 11 741                                     | 13,73        | 0            | 0            | en stagnation |               |             |              |               |  |
|                                                              | A here ia Porinetia (AHIP)                                   | A here ia Porinetia (AHIP)                 | 11 668       | 13,64        | 0            | 0             | Nv            |             |              |               |  |
|                                                              | Hau Ma’ohi Ti’ama (HMT)                                      | Hau Ma’ohi Ti’ama (HMT)                    | 2 652        | 3,10         | 0            | 0             | en stagnation |             |              |               |  |
|                                                              | Heiura - Les Verts                                           | Heiura - Les Verts                         | 1 944        | 2,27         | 0            | 0             | en stagnation |             |              |               |  |
|                                                              | Porineria a tu                                               | Porineria a tu                             | 567          | 0,66         | 0            | 0             | en stagnation |             |              |               |  |
|                                                              | Te Nati - Rassemblement national Polynésie                   | Te Nati - Rassemblement national Polynésie | 562          | 0,66         | 0            | 0             | en stagnation |             |              |               |  |
|                                                              | Parti animaliste (PA)                                        | Parti animaliste (PA)                      | 533          | 0,62         | 0            | 0             | Nv            |             |              |               |  |
|                                                              | Porinetia Rahu Rau (PRR)                                     | Porinetia Rahu Rau (PRR)                   | 238          | 0,28         | 0            | 0             | Nv            |             |              |               |  |
|                                                              |                                                              | Les Patriotes (LP)                         | 123          | 0,14         | 0            | 0             | Nv            |             |              |               |  |
| Total Union pour la France (UPF)                             | Total Union pour la France (UPF)                             | 123                                        | 0,14         | 0            | 0            | Nv            |               |             |              |               |  |
|                                                              | Dissidents NUPES                                             | Dissidents NUPES                           | 86           | 0,10         | 0            | 0             | Nv            |             |              |               |  |
|                                                              | Sans étiquette (SE)                                          | Sans étiquette (SE)                        | 1 164        | 1,36         | 0            | 0             | en stagnation |             |              |               |  |
|                                                              |                                                              |                                            |              |              |              |               |               |             |              |               |  |
| Suffrages exprimés                                           | Suffrages exprimés                                           | Suffrages exprimés                         | 85 526       | 98,33        |              | 108 072       | 97,86         |             |              |               |  |
| Votes blancs                                                 | Votes blancs                                                 | Votes blancs                               | 767          | 0,88         | 1 219        | 1,10          |               |             |              |               |  |
| Votes nuls                                                   | Votes nuls                                                   | Votes nuls                                 | 684          | 0,79         | 1 145        | 1,04          |               |             |              |               |  |
| Total                                                        | Total                                                        | Total                                      | 86 977       | 100          | 0            | 110 436       | 100           | 3           | 3            | en stagnation |  |
| Abstentions                                                  | Abstentions                                                  | Abstentions                                | 119 320      | 57,84        |              | 95 915        | 46,48         |             |              |               |  |
| Inscrits/Participation                                       | Inscrits/Participation                                       | Inscrits/Participation                     | 206 297      | 42,16        | 206 351      | 53,52         |               |             |              |               |  |

#### Résultats par nuance
| Nuance                 | Nuance                 | Nuance                 | Premier tour | Premier tour | Premier tour | Second tour | Second tour   | Second tour | Total Sièges | +/-           |
| Nuance                 | Nuance                 | Nuance                 | Voix         | %            | Sièges       | Voix        | %             | Sièges      | Total Sièges | +/-           |
| ---------------------- | ---------------------- | ---------------------- | ------------ | ------------ | ------------ | ----------- | ------------- | ----------- | ------------ | ------------- |
|                        | Ensemble               | ENS                    | 30 758       | 35,96        | 0            | 46 635      | 43,15         | 0           | 0            | 2             |
|                        | Régionalistes          | REG                    | 27 364       | 31,99        | 0            | 61 437      | 56,85         | 3           | 3            | 2             |
|                        | Divers droite          | DVD                    | 23 409       | 27,37        | 0            |             |               |             | 0            | en stagnation |
|                        | Écologistes            | ECO                    | 2 477        | 2,90         | 0            | 0           | en stagnation |             |              |               |
|                        | Divers                 | DIV                    | 747          | 0,87         | 0            | 0           | en stagnation |             |              |               |
|                        | Rassemblement national | RN                     | 562          | 0,66         | 0            | 0           | en stagnation |             |              |               |
|                        | Droite souverainiste   | DSV                    | 123          | 0,14         | 0            | 0           | Nv            |             |              |               |
|                        | Divers extrême gauche  | DXG                    | 86           | 0,10         | 0            | 0           | Nv            |             |              |               |
|                        |                        |                        |              |              |              |             |               |             |              |               |
| Suffrages exprimés     | Suffrages exprimés     | Suffrages exprimés     | 85 526       | 98,33        |              | 108 072     | 97,86         |             |              |               |
| Votes blancs           | Votes blancs           | Votes blancs           | 767          | 0,88         | 1 219        | 1,10        |               |             |              |               |
| Votes nuls             | Votes nuls             | Votes nuls             | 684          | 0,79         | 1 145        | 1,04        |               |             |              |               |
| Total                  | Total                  | Total                  | 86 977       | 100          | 0            | 110 436     | 100           | 3           | 3            | en stagnation |
| Abstentions            | Abstentions            | Abstentions            | 119 320      | 57,84        |              | 95 915      | 46,48         |             |              |               |
| Inscrits/Participation | Inscrits/Participation | Inscrits/Participation | 206 297      | 42,16        | 206 351      | 53,52       |               |             |              |               |

### Résultats par circonscription

#### Première circonscription
Député sortant : Maina Sage (Tapura huiraatira).
| Candidat                 | Candidat                 | Parti et coalition       | Nuance                   | Premier tour | Premier tour | Second tour | Second tour |
| Candidat                 | Candidat                 | Parti et coalition       | Nuance                   | Voix         | %            | Voix        | %           |
| ------------------------ | ------------------------ | ------------------------ | ------------------------ | ------------ | ------------ | ----------- | ----------- |
|                          | Nicole Bouteau           | Tapura (ENS)             | ENS                      | 12 970       | 41,90        | 18 851      | 49,12       |
|                          | Tematai Le Gayic         | Tavini (NUPES)           | REG                      | 6 223        | 20,11        | 19 523      | 50,88       |
|                          | Pascale Haiti            | Amuitahiraa (UDC)        | DVD                      | 4 454        | 14,39        |             |             |
|                          | Félix Tokoragi           | AHIP                     | DVD                      | 2 980        | 9,63         |             |             |
|                          | Tauhiti Nena             | HMT                      | REG                      | 1 961        | 6,33         |             |             |
|                          | Jacky Bryant             | Heiura                   | ECO                      | 1 003        | 3,24         |             |             |
|                          | Jean-Paul Théron         | SE                       | DIV                      | 747          | 2,41         |             |             |
|                          | Laurence Piercy          | PA                       | ECO                      | 533          | 1,72         |             |             |
|                          | Willy Cadousteau         | SE                       | REG                      | 85           | 0,27         |             |             |
|                          |                          |                          |                          |              |              |             |             |
| Votes valides            | Votes valides            | Votes valides            | Votes valides            | 30 956       | 98,33        | 38 374      | 97,82       |
| Votes blancs             | Votes blancs             | Votes blancs             | Votes blancs             | 277          | 0,88         | 471         | 1,20        |
| Votes nuls               | Votes nuls               | Votes nuls               | Votes nuls               | 248          | 0,79         | 383         | 0,98        |
| Total                    | Total                    | Total                    | Total                    | 31 481       | 100          | 39 228      | 100         |
| Abstention               | Abstention               | Abstention               | Abstention               | 40 695       | 56,38        | 32 942      | 45,65       |
| Inscrits / participation | Inscrits / participation | Inscrits / participation | Inscrits / participation | 72 176       | 43,62        | 72 170      | 54,35       |

La candidate du Tapura, soutenue par la majorité présidentielle d'Emmanuel Macron, est en tête du 1er tour et se qualifie face au candidat du Tavini, soutenu par la Nouvelle Union populaire écologique et sociale, qui l'emporte au 2d tour avec moins de 700 voix d'avance.

##### Cartes électorales

Résultats par communes ou îles au 1er tour.
Résultats par communes ou îles au 2e tour.

#### Deuxième circonscription
Député sortant : Nicole Sanquer (A here ia Porinetia).
| Candidat                 | Candidat                 | Parti et coalition       | Nuance                   | Premier tour | Premier tour | Second tour | Second tour |
| Candidat                 | Candidat                 | Parti et coalition       | Nuance                   | Voix         | %            | Voix        | %           |
| ------------------------ | ------------------------ | ------------------------ | ------------------------ | ------------ | ------------ | ----------- | ----------- |
|                          | Tepuaraurii Teriitahi    | Tapura (ENS)             | ENS                      | 8 660        | 33,21        | 13 947      | 41,11       |
|                          | Steve Chailloux          | Tavini (NUPES)           | REG                      | 7 506        | 28,78        | 19 977      | 58,89       |
|                          | Nicole Sanquer           | AHIP                     | DVD                      | 4 548        | 17,44        |             |             |
|                          | Jonathan Tarihaa         | Amuitahiraa (UDC)        | DVD                      | 3 300        | 12,65        |             |             |
|                          | Sandra Lévy-Agami        | Porineria a tu           | REG                      | 567          | 2,17         |             |             |
|                          | Charles Atger            | Te Nati                  | RN                       | 562          | 2,15         |             |             |
|                          | Pamela Otcenasek         | HMT                      | REG                      | 372          | 1,43         |             |             |
|                          | Tati Salmon              | Heiura                   | ECO                      | 355          | 1,36         |             |             |
|                          | Éric Zanni               | LP (UPF)                 | DSV                      | 123          | 0,47         |             |             |
|                          | Paul Bontour             | LFI diss.                | DXG                      | 86           | 0,33         |             |             |
|                          |                          |                          |                          |              |              |             |             |
| Votes valides            | Votes valides            | Votes valides            | Votes valides            | 26 079       | 98,38        | 33 924      | 97,88       |
| Votes blancs             | Votes blancs             | Votes blancs             | Votes blancs             | 210          | 0,79         | 349         | 1,01        |
| Votes nuls               | Votes nuls               | Votes nuls               | Votes nuls               | 220          | 0,83         | 386         | 1,11        |
| Total                    | Total                    | Total                    | Total                    | 26 509       | 100          | 34 659      | 100         |
| Abstention               | Abstention               | Abstention               | Abstention               | 40 717       | 60,57        | 32 601      | 48,47       |
| Inscrits / participation | Inscrits / participation | Inscrits / participation | Inscrits / participation | 67 226       | 39,43        | 67 260      | 51,53       |

La candidate du Tapura, soutenue par la majorité présidentielle d'Emmanuel Macron, est en tête du 1er tour et se qualifie face au candidat du Tavini, soutenu par la Nouvelle Union populaire écologique et sociale, qui l'emporte largement au 2d tour.
La députée sortante Nicole Sanquer, élue avec le soutien du Tapura et des Républicains en 2017, qui se représentait sous l'étiquette de son propre parti, est éliminée dès le 1er tour, avec 17 % des voix.

##### Cartes électorales

Résultats par communes ou îles au 1er tour.
Résultats par communes ou îles au 2e tour.

#### Troisième circonscription
Député sortant : Moetai Brotherson (Tavini huiraatira).
| Candidat                 | Candidat                 | Parti et coalition       | Nuance                   | Premier tour | Premier tour | Second tour | Second tour |
| Candidat                 | Candidat                 | Parti et coalition       | Nuance                   | Voix         | %            | Voix        | %           |
| ------------------------ | ------------------------ | ------------------------ | ------------------------ | ------------ | ------------ | ----------- | ----------- |
|                          | Moetai Brotherson        | Tavini (NUPES)           | REG                      | 9 761        | 34,26        | 21 937      | 61,32       |
|                          | Tuterai Tumahai          | Tapura (ENS)             | ENS                      | 9 128        | 32,04        | 13 837      | 38,68       |
|                          | Nuihau Laurey,           | AHIP                     | DVD                      | 4 140        | 14,53        |             |             |
|                          | Sylviane Terooatea       | Amuitahiraa (UDC)        | DVD                      | 3 987        | 13,99        |             |             |
|                          | Jules Hauata             | Heiura                   | ECO                      | 586          | 2,06         |             |             |
|                          | Gilles Tautu             | SE                       | REG                      | 332          | 1,17         |             |             |
|                          | John Tefan               | HMT                      | REG                      | 319          | 1,12         |             |             |
|                          | Bernard Teriitahi        | PRR                      | REG                      | 238          | 0,84         |             |             |
|                          |                          |                          |                          |              |              |             |             |
| Votes valides            | Votes valides            | Votes valides            | Votes valides            | 28 491       | 98,29        | 35 774      | 97,88       |
| Votes blancs             | Votes blancs             | Votes blancs             | Votes blancs             | 280          | 0,97         | 399         | 1,09        |
| Votes nuls               | Votes nuls               | Votes nuls               | Votes nuls               | 216          | 0,75         | 376         | 1,03        |
| Total                    | Total                    | Total                    | Total                    | 28 987       | 100          | 36 549      | 100         |
| Abstention               | Abstention               | Abstention               | Abstention               | 37 908       | 56,67        | 30 372      | 45,38       |
| Inscrits / participation | Inscrits / participation | Inscrits / participation | Inscrits / participation | 66 895       | 43,33        | 66 921      | 54,62       |

Le député sortant du Tavini, soutenu par la Nouvelle Union populaire écologique et sociale, qui se représente, arrive en tête du 1er tour, et se qualifie face au candidat du Tapura, soutenu par la majorité présidentielle d'Emmanuel Macron. Il est réélu largement au 2d tour.